# Pianca Bella
Die Pianca Bella ⓘ vom italienischen pianca für steiler Weidehang oder Wildheuwiese und bella für schön ist ein Berg zwischen Acquarossa und Faido im Kanton Tessin in der Schweiz mit einer Höhe von 2165 m ü. M. Im SAC-Clubführer von 1932 wurde der Berg auch Castello Morentino genannt. Im aktuellen SAC-Clubführer sowie auf alten Landeskarten wird die Höhe mit 2163 m angegeben.

## Lage und Umgebung
Die Pianca Bella gehört zum Gotthardmassiv. Sie befindet sich auf dem Grat zwischen Pizzo Erra und dem Matro. Über den Gipfel verläuft die Gemeindegrenze zwischen Acquarossa und Faido. Die Pianca Bella wird im Nordosten durch die Valle di Blenio und im Südwesten durch die Valle Leventina eingefasst.
Der Name Weidehang oder Wildheuwiese trifft auf jede der drei Gipfelflanken zu.
Zu den Nachbargipfeln gehören der Pizzo Erra, der Pizzo Pianché und die Croce di Sasso im Nordwesten sowie der Cogn und der Matro im Südosten. 

## Gratüberschreitung

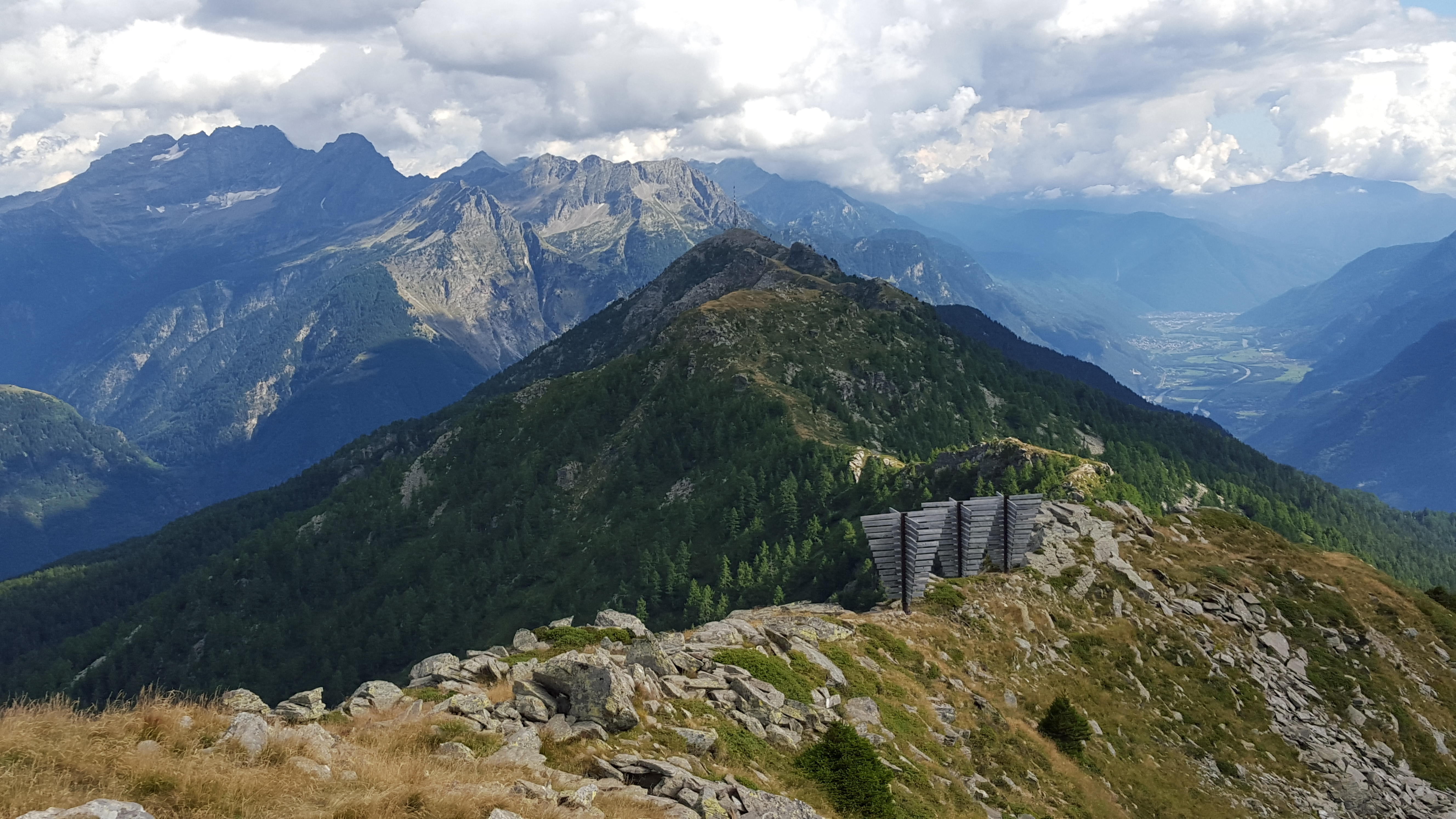
Der Grat zwischen Pizzo Pianché und Matro, aufgenommen vom Knotenpunkt neben Pizzo Pianché.

Die Gratwanderung vom Passo dei Laghetti (2129 m) zum Matro (2172 m) ist eine aussichts- und abwechslungsreiche Tageswanderung. Sie bietet einen grossartigen Panoramarundblick in die Valle di Blenio, in die Valle Leventina und auf die umliegende Bergwelt. Mit einem Abstecher zum Pizzo Pianché werden dabei fünf Gipfel betreten. Dies sind von Nordwesten nach Südosten der Pizzo Pianché (2228 m), die Croce di Sasso (2132 m), die Pianca Bella (2165 m), der Cogn (2166 m) und der Matro (2172 m). Die Route ist zum Teil mit kleinen, gelben Punkten markiert. Oft ist auch ein Weglein vorhanden, das zum Teil neben der Gratschneide an den Erhebungen vorbei führt.
Die Gratüberschreitung vom Passo dei Laghetti zum Matro dauert ca. 1½ h und wird mit der Schwierigkeit EB angegeben.

## Routen zum Gipfel
|  | - Ausgangspunkt: Cavagnago (1020 m) oder Anzonico (984 m) in der Valle Leventina oder Tizzerascia (1277 m) in der Valle di Blenio - Via: Passo dei Laghetti (2129 m) zum kleinen orographischen Knotenpunkt (2225 m) und dann über den Grat an Croce di Sasso (2132 m) vorbei. - Schwierigkeit: EB - Zeitaufwand: 3¾ Stunden von Cavagnago und Anzonico oder 3¼ Stunden von Tizzerascia (45 Min. vom Passo dei Laghetti) - Bemerkung: Von Cavagnago und Anzonico auf gutem Weg, von Tizzerascia zum Teil weglos zum Passo dei Laghetti. Danach zum Teil weglos, aber die Route ist mit kleinen, gelben Punkten markiert. - Ausgangspunkt: Matro (2172 m) - Via: Cogn (2166 m) - Schwierigkeit: EB - Zeitaufwand: 30 min. - Bemerkung 1: Zum Teil weglos, aber die Route ist mit kleinen, gelben Punkten markiert. - Bemerkung 2: Routen zum Matro siehe im Artikel Matro |

## Galerie

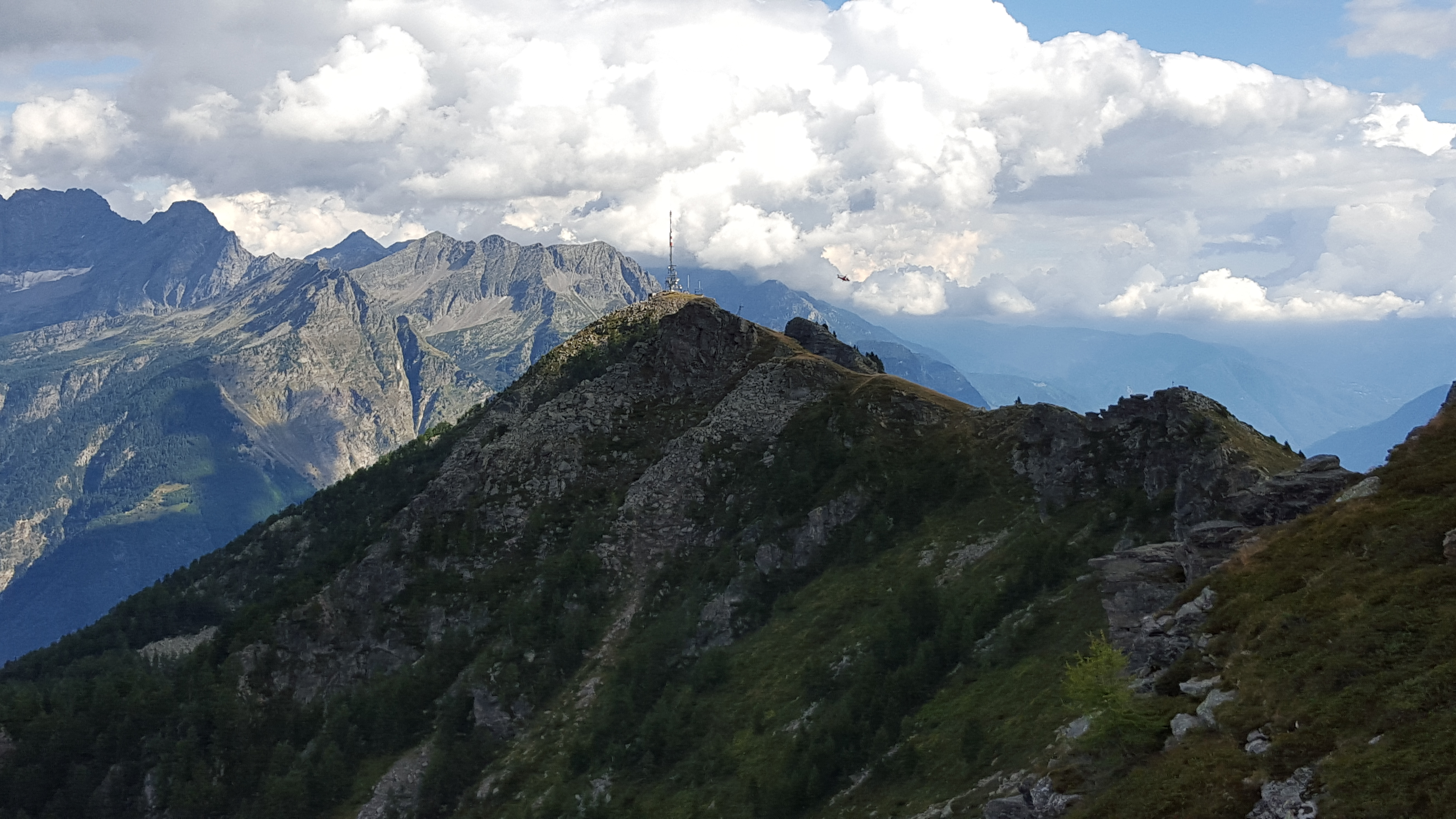
Blick nach Südosten zu Cogn und Matro.
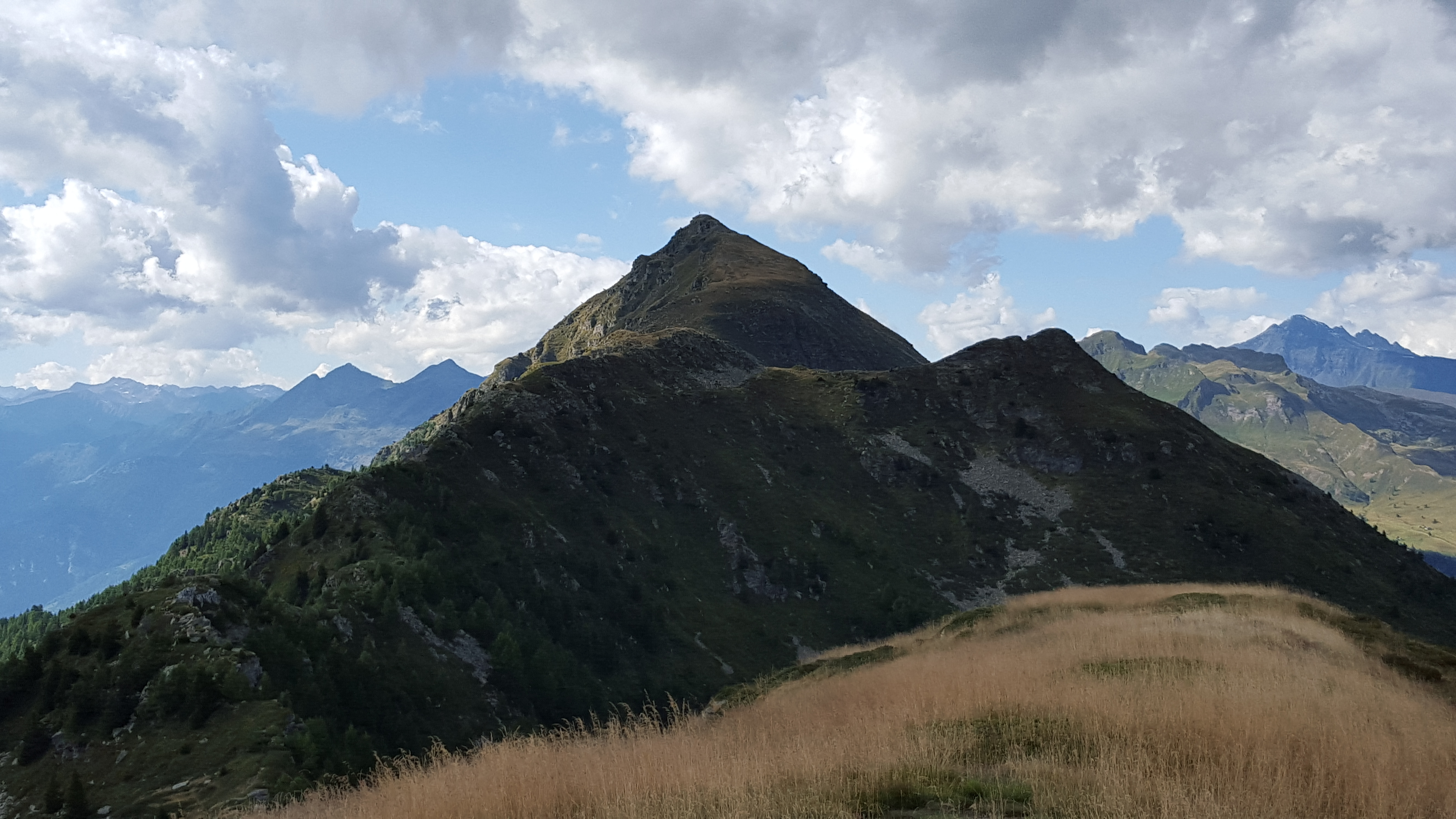
Blick nach Nordwesten zu Croce di Sasso, Pizzo Pianché und Pizzo Erra.
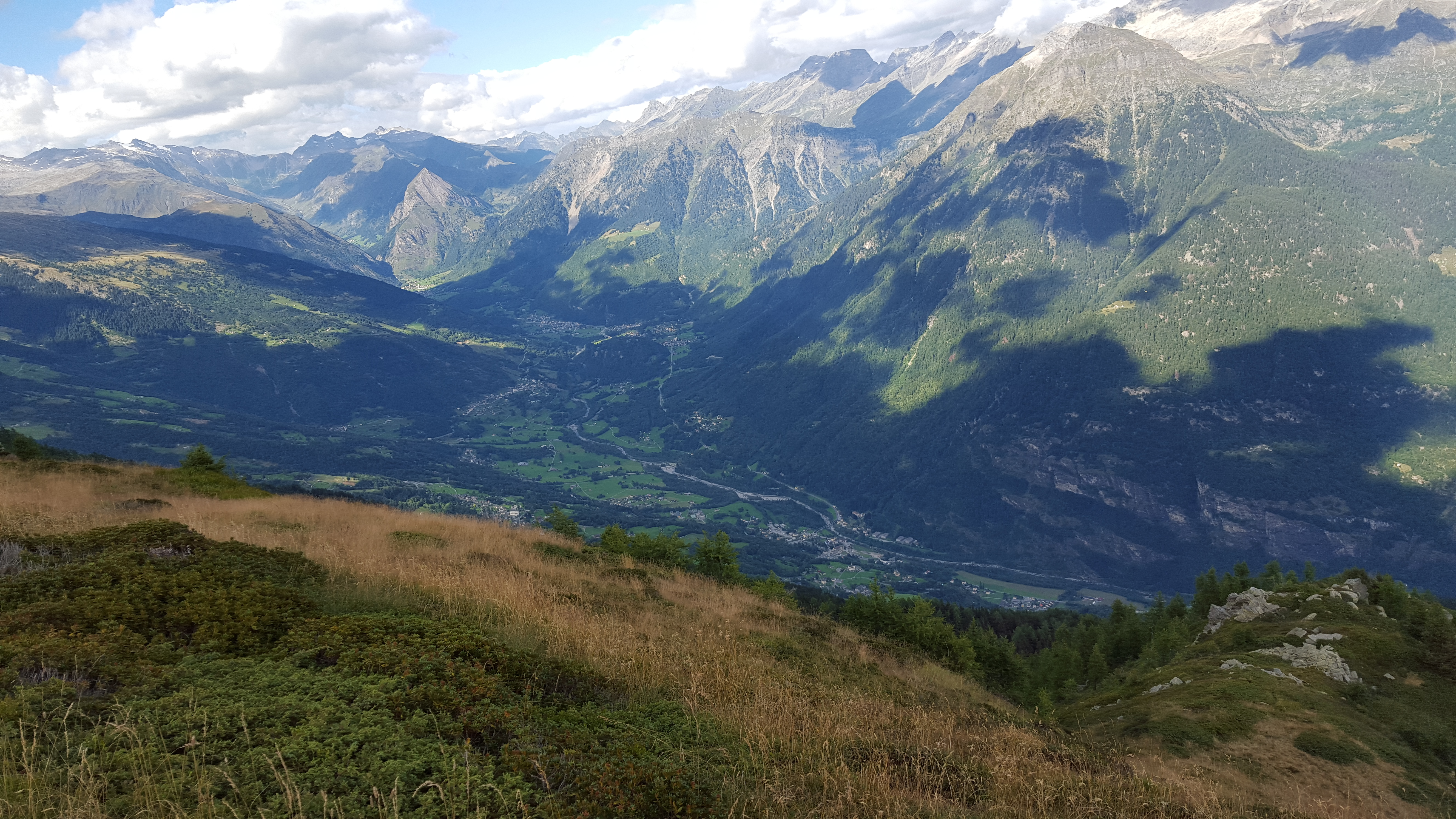
Blick hinunter in die Valle di Blenio.